# Нидерфинов
Нидерфинов (нем. Niederfinow) — община в Германии, в земле Бранденбург.
Входит в состав района Барним. Подчиняется управлению Бриц-Хорин.  Население составляет 632 человека (на 31 декабря 2010 года). Занимает площадь 13,29 км².
| Год  | Население |
| ---- | --------- |
| 2005 | 645       |
| 2010 | 612       |

## Галерея

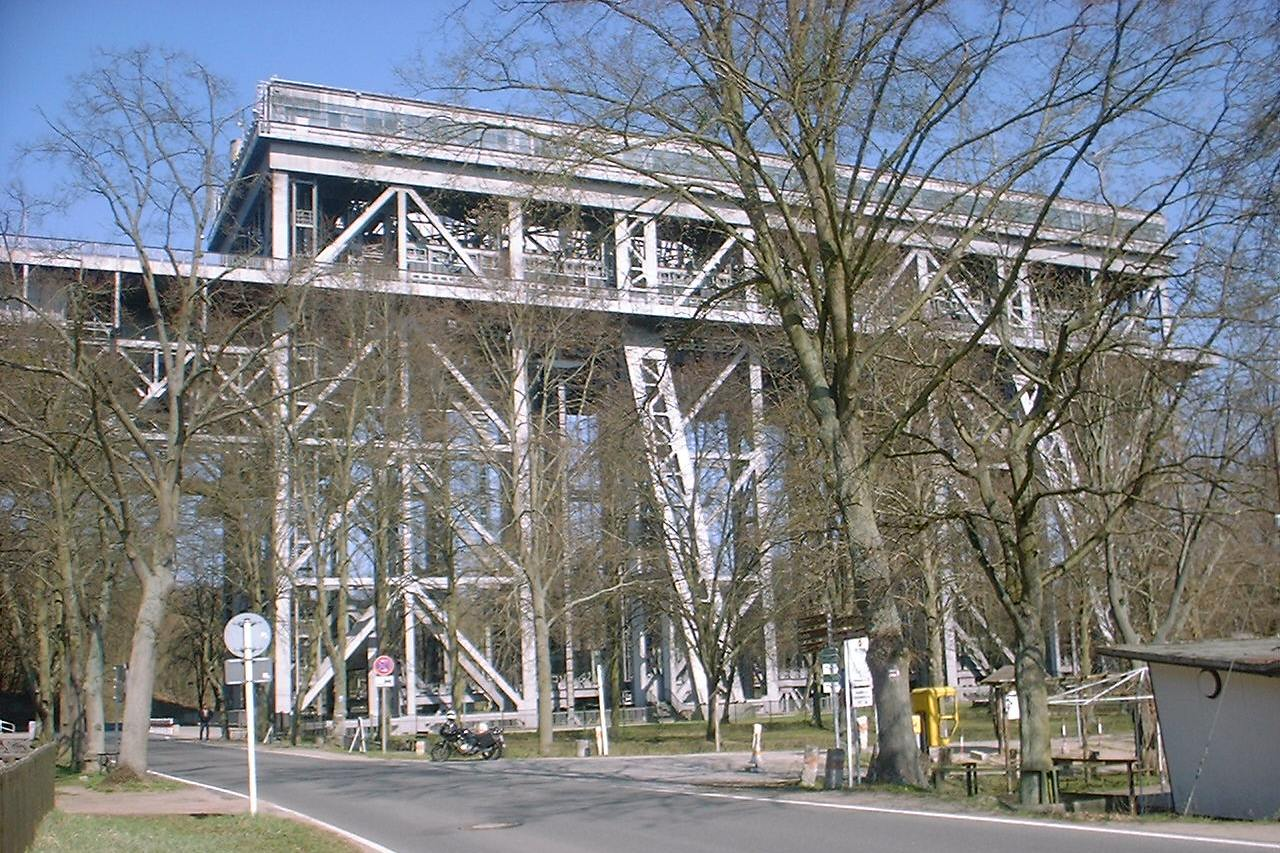
Schiffshebewerk Niederfinow
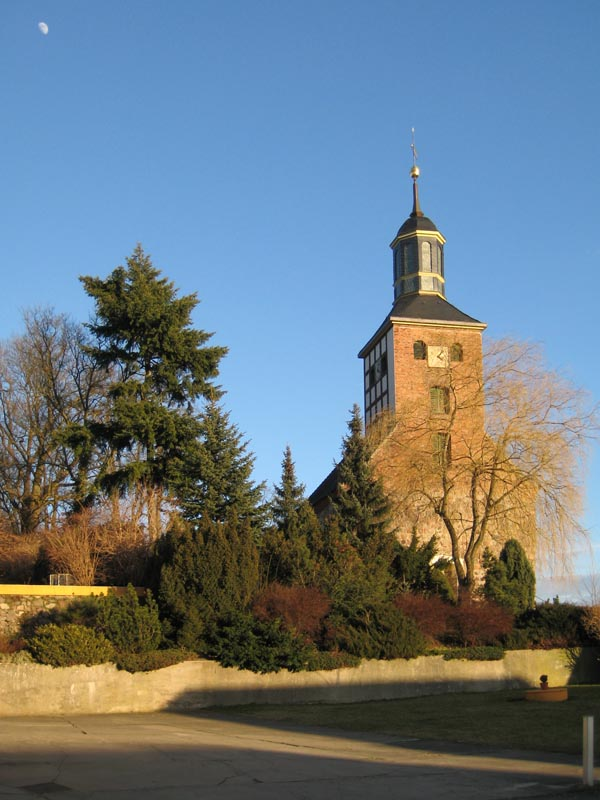
Dorfkirche
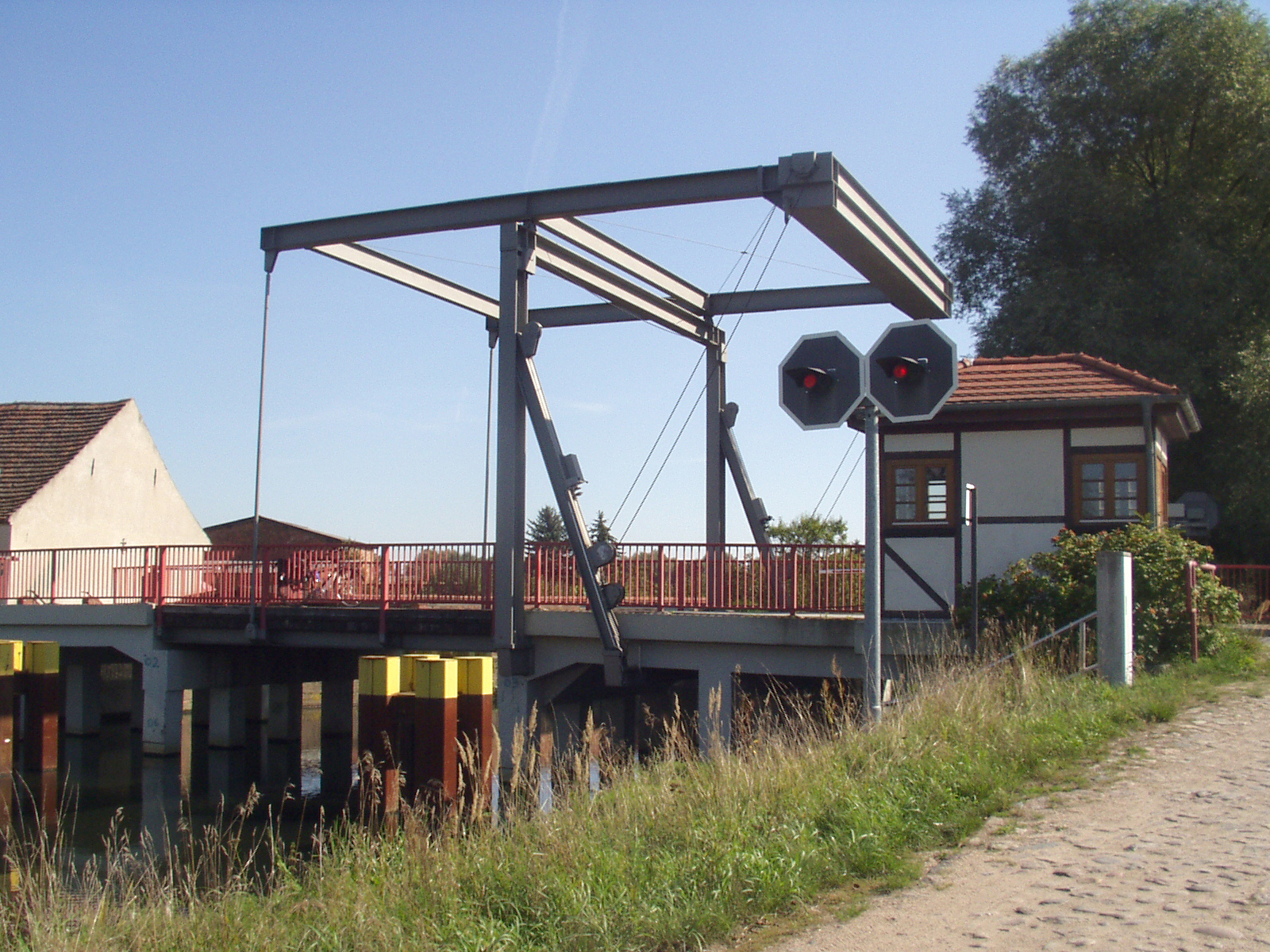
Hubbrücke über den Finowkanal
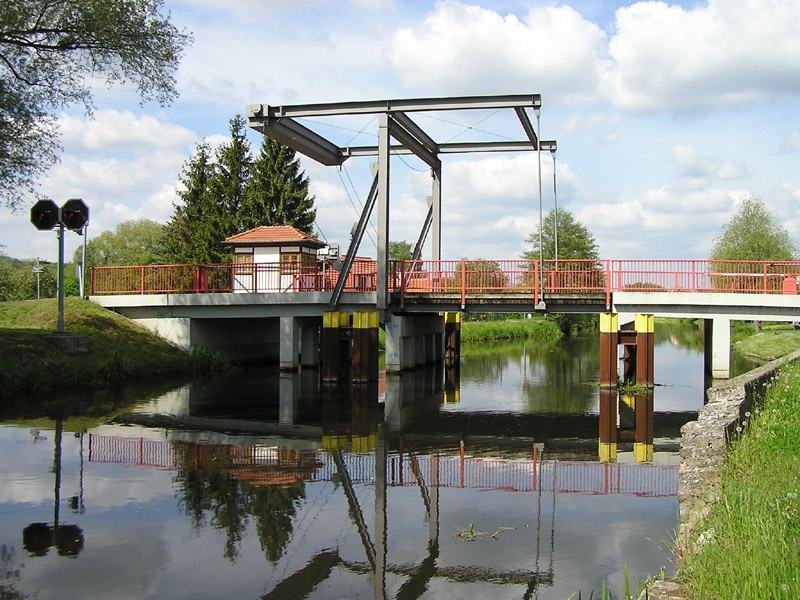
Zugbrücke aus östlicher Sicht
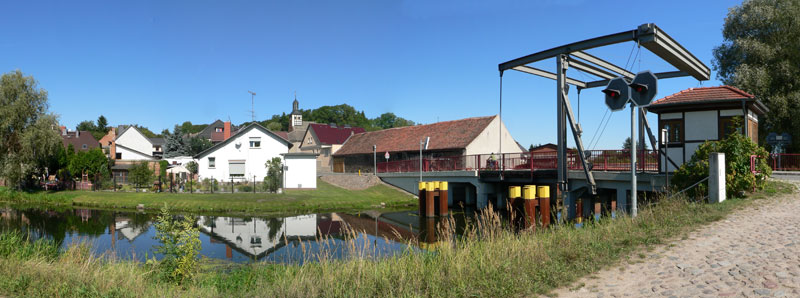
Hubbrücke und Ortszentrum
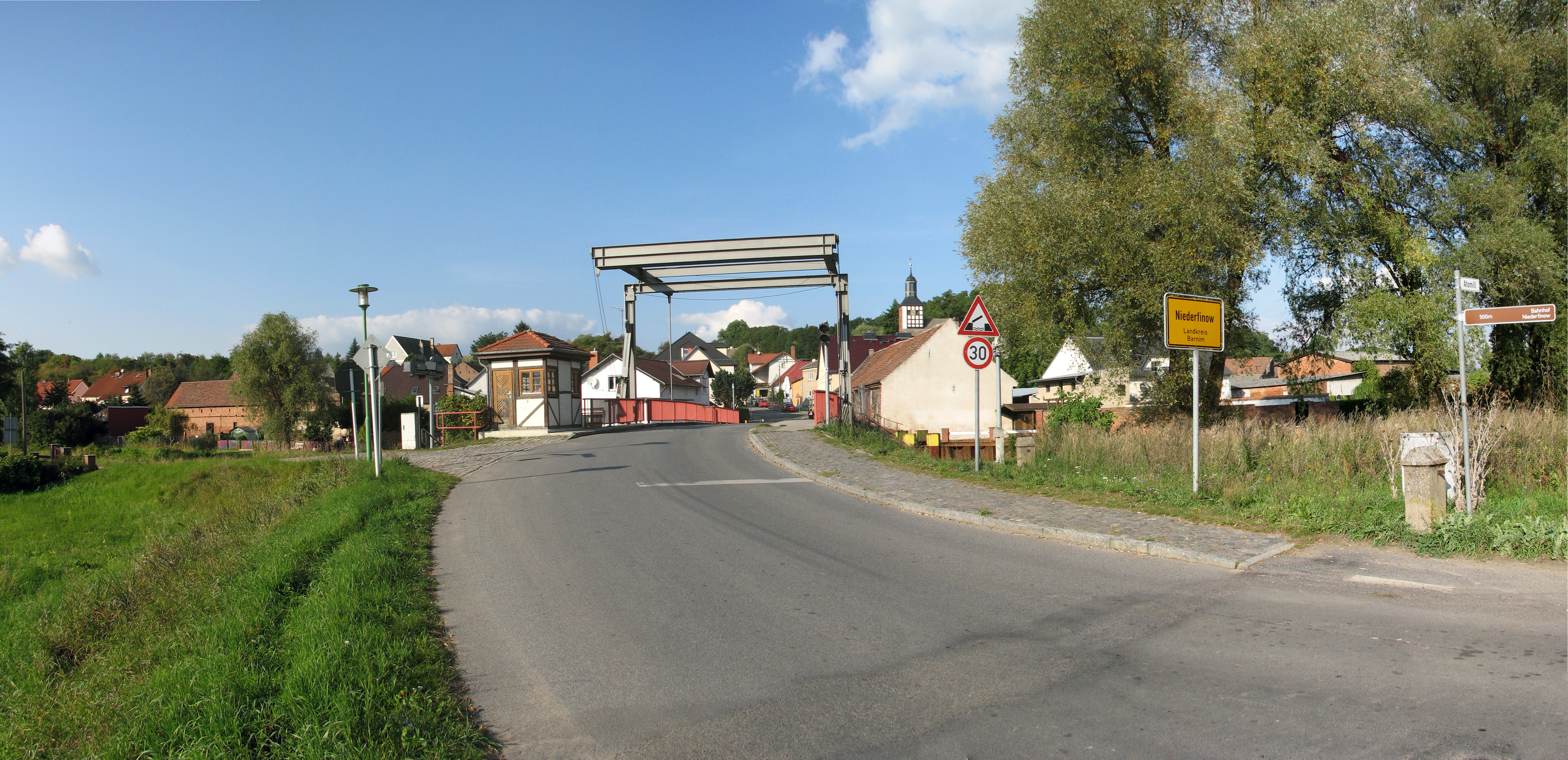
Ortseingang
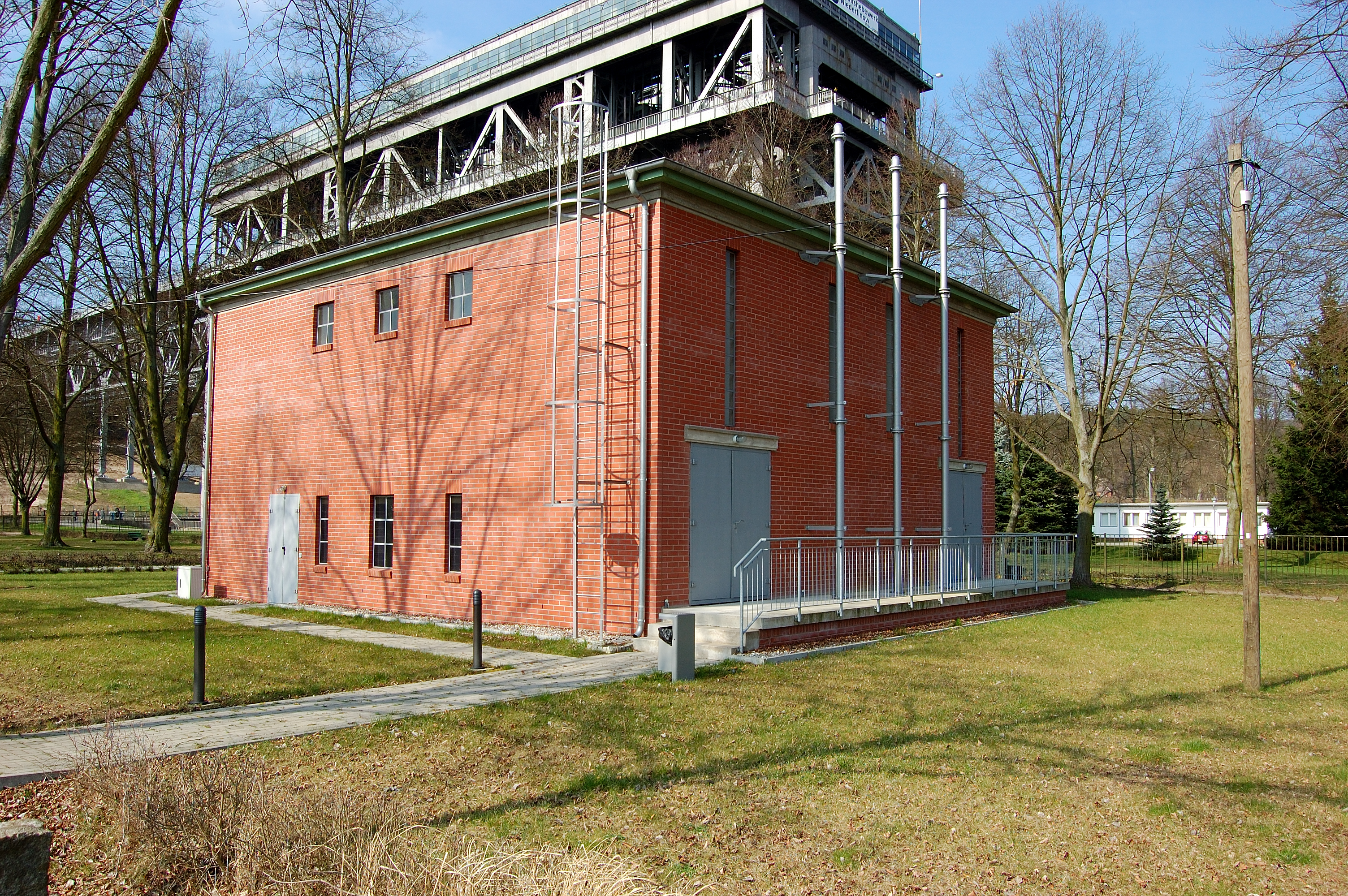
Umgesetztes Krafthaus
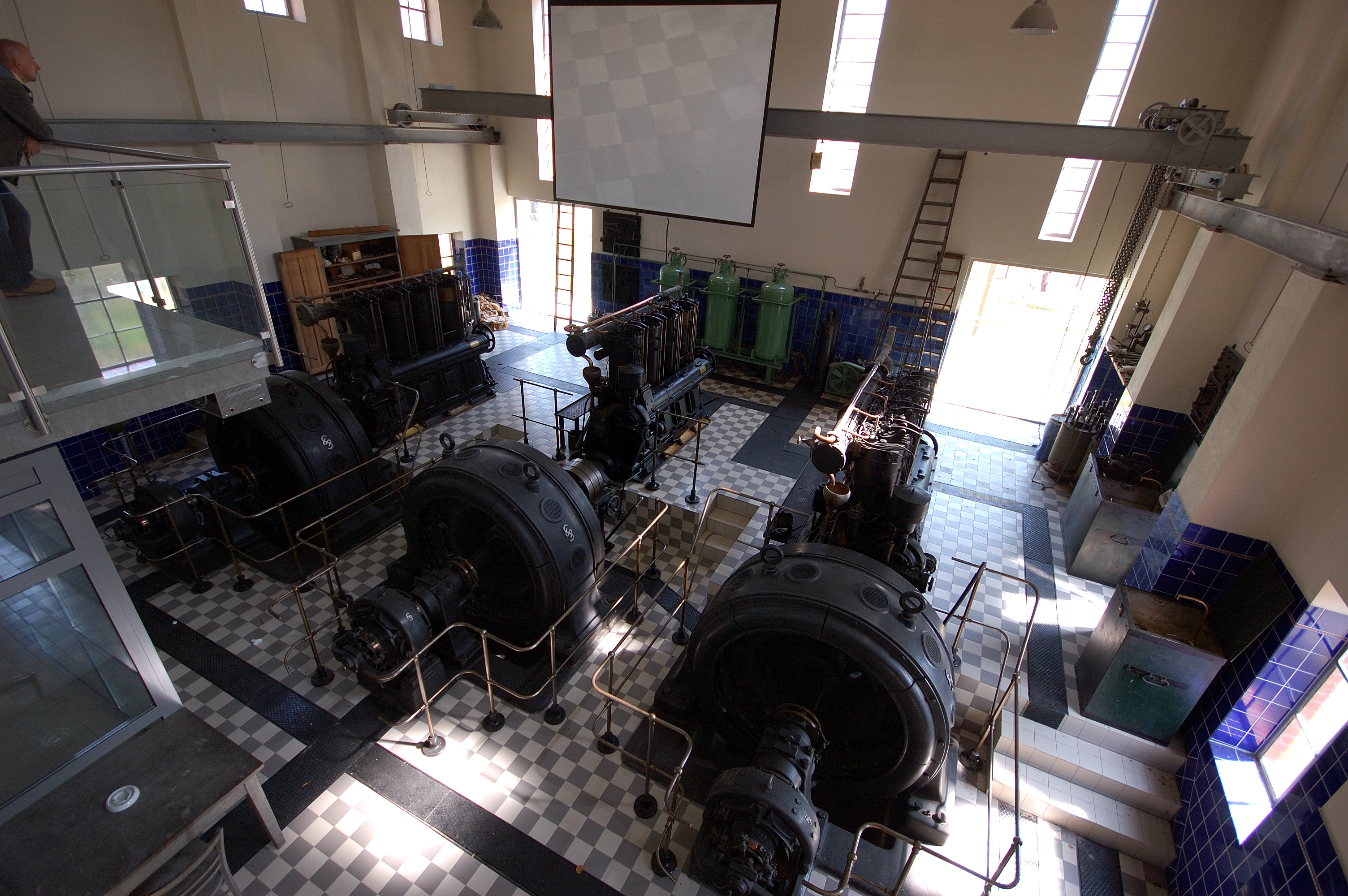
Innenansicht des Krafthauses